# Aglaops
Aglaops is een geslacht van vlinders uit de familie van de grasmotten (Crambidae). De wetenschappelijke naam van het geslacht is voor het eerst geldig gepubliceerd in 1892 door William Warren.

## Soorten
- Aglaops albipennis (Inoue, 2000)
- Aglaops aurantialis (Munroe & Mutuura, 1968)
- Aglaops genialis (Leech, 1889)
- Aglaops homaloxantha (Meyrick, 1933)
- Aglaops pseudocrocealis (South, 1901)
- Aglaops youboialis (Munroe & Mutuura, 1968)